# 3749 Balam
Balam (asteroide 3749) é um asteroide da cintura principal, localizado a 1,9905575 UA do Sol. Foi descoberto em 24 de janeiro de 1982 por Edward Bowell. Possui uma excentricidade de 0,1100402 e um período orbital de 1 221,79 dias (3,35 anos). Seu diâmetro é de 7 km.
Em 12 de fevereiro de 2002 foi anunciado um satélite orbitando Balam, descoberto por William J. Merline, Laird M. Close, Nick Siegler, Christophe Dumas, Clark R. Chapman, François J. Rigaut, François Ménard, William M. Owen Jr., e David C. Slater do Gemini North Telescope. Essa lua possui um diâmetro de 1,5 km, um semieixo maior de 310 ± 20 km e um período orbital de 110 ± 25 d.
Em março de 2008 foi anunciada a descoberta de outro satélite, fazendo de Balam um sistema triplo. Esse satélite possui um diâmetro de 3 km.